# Cladobotryum semicirculare
Cladobotryum semicirculare är en svampart som beskrevs av G.R.W. Arnold, R. Kirschner & Chee J. Chen 2007. Cladobotryum semicirculare ingår i släktet Cladobotryum och familjen Hypocreaceae.   Inga underarter finns listade i Catalogue of Life.